# Josep Ribelles i Comín
Josep Ribelles i Comín (Castelló de la Plana, 7 de juliol de 1872 - Barcelona, 19 de setembre de 1951) va ser un bibliògraf, periodista i animador cultural valencià

## Biografia
Era fill d'agricultors modestos. Es va iniciar en el periodisme a la seua ciutat natal de Castelló de la Plana, on va fundar el setmanari literari El Ruiseñor i posteriorment la Revista Industrial y Mercantil. Va col·laborar amb el diari La Verdad de la mateixa ciutat, defensant posicions conservadores i religioses que van marcar la seva vida.
L'any 1898 va traslladar-se a Barcelona. Hi va fundar la revista Barcelona Urbana, dedicada al negoci immobiliari. Es casa el 1899 amb Emilia Barrachina Casaní (amb qui va tenir set fills), filla d'un industrial valencià. Posteriorment va guanyar una plaça de funcionari de la Diputació de Barcelona el 1905 que va mantenir fins al 1932. Des de Barcelona (on va fixar la seva residència permanent) va col·laborar amb la societat Lo Rat Penat, que li va premiar un treball sobre el filòleg Pere Labèrnia, Estudi bio-bibliogràfic sobre l'il·lustre fill de la província de Castelló en Pere Labèrnia i Esteller i un altre sobre la indústria i comerç de la capital de la Plana: Intereses económicos, agrícolas, industriales y mercantiles de Castellón, con la historia del puerto del Grao y del periodismo provincial.
A Barcelona va fundar la Germandat Valenciana de la Mare de Déu dels Desemparats i el Centre Regional Valencià. L'any 1914 va fundar la publicació periòdica Biblioteca Valenciana Popular destinada a editar a Barcelona les joies antigues i contemporànies de la literatura valenciana. D'altra banda, va esser promotor de la publicació a la revista l'Avenç d'autors valencians com Llorente, Guinot, Morales, Sanmartín.
Enric Prat de la Riba li va encarregar l'inventari sencer de la Biblioteca Aguiló (adquirida recentment per l'Institut d'Estudis Catalans), la qual esdevingué la futura Biblioteca de Catalunya.
Es considera la seua obra cimera la Bibliografia de la Llengua Valenciana, premiada l'any 1905 a un concurs convocat per la Biblioteca Nacional de Madrid, premi atorgat per un jurat presidit per Marcelino Menéndez Pelayo. Conté un catàleg raonat de totes les obres publicades en valencià des de l'aparició de la impremta fins a l'època moderna. Per la defensa de la propia identitat del valencià, Ribelles Comín adopta el terme Llengua Valenciana no emprat fins aquest moment. D'altra manera defensa el terme Català o Catalanesch enfront del concepte Llemosí que molts dels seus coetànis utilitzaven.
Fou soci de mèrit de Lo Rat Penat, membre corresponent a Barcelona del Centre de Cultura Valenciana i va ser un col·laborador assidu de l'Enciclopèdia Espasa.
L'any 1943 va publicar un opuscle, Arnaldo de Vilanova castellonense?, en el qual reivindicava que Arnau de Vilanova havia nascut a Vilanova d'Alcolea, potser per error en confondre el lloc de naixença amb Vilanova del Grau.

## Col·laboracions
- La correspondencia de Valencia
- El critério
- La verdad
- Diario de Castellón
- Diario de la Plana
- Revista industrial y mercantil
- El ruiseñor
- Lo Rat Penat
- Enciclopedia Espasa